# Vuelta a España 1989

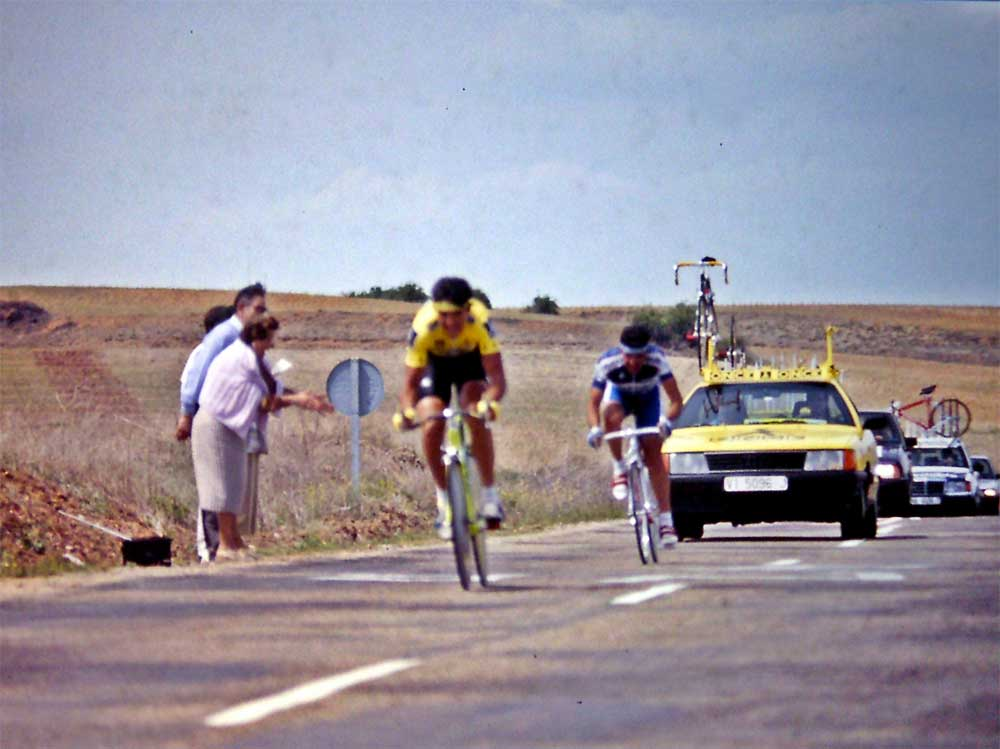
Pedro Delgado gewann dieses Zeitfahren und am Ende auch die Gesamtwertung

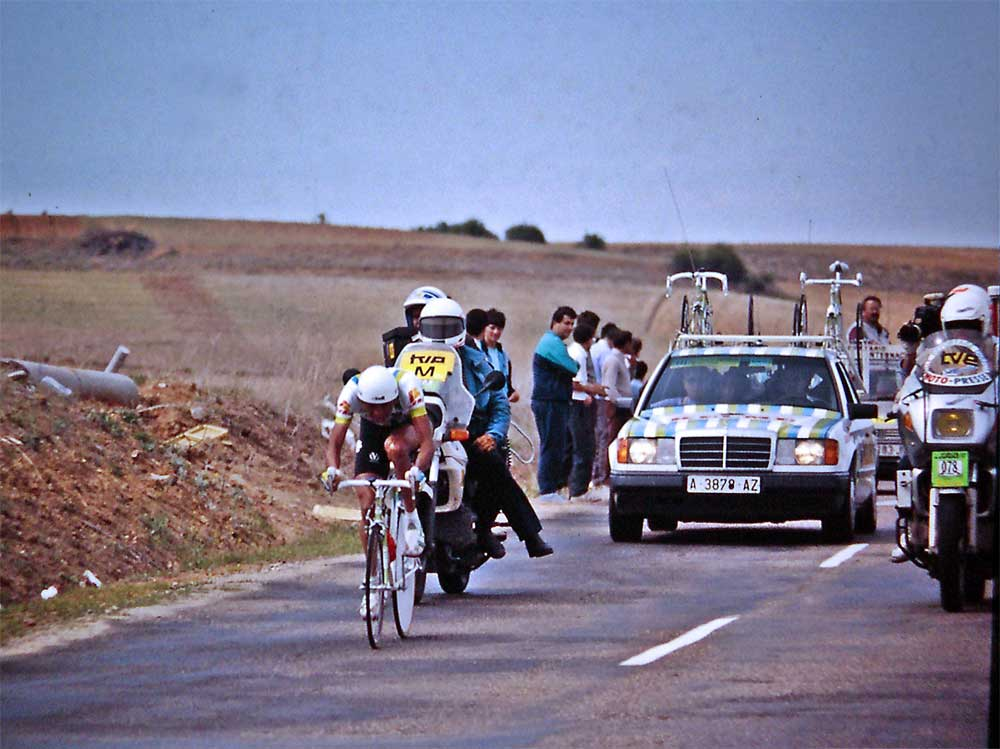
Fabio Parra im Kampf um das Gelbe Trikot beim Einzelzeitfahren von Valladolid nach Medina del Campo

Die 44. Vuelta a España wurde in 23 Abschnitten und 3656 Kilometern vom 24. April bis zum 15. Mai 1989 ausgetragen. Gesamtsieger wurde der Spanier Pedro Delgado, die Punktwertung gewann Malcolm Elliott, die Bergwertung sowie die Kombinationswertung gewann Óscar de Jesús Vargas. Miguel Ángel Iglesias siegte in der Meta Volantes-Wertung, Marcel Arntz in der Sprint Especiales-Wertung, Iwan Iwanow in der Nachwuchswertung und Kelme in der Mannschaftswertung.
Das Rennen wurde geprägt vom Kampf um die Gesamtwertung zwischen Delgado und seinem Reynolds-Team sowie dem späteren Zweitplatzierten Fabio Parra und dessen Kelme-Team. Am vorletzten Tag mit einer Etappe über fünf Bergpässe wurde der Gesamtführende Delgado nach einem Generalangriff des mit starken kolumbianischen Bergspezialisten besetzten Kelme-Teams schnell von seinen Teamkollegen isoliert. Er hielt den Rückstand auf Parra mithilfe verschiedener Fahrer anderer Mannschaften ohne Ambitionen in der Gesamtwertung in Grenzen und rettete so seine Gesamtführung. Zu den Fahrern, die Delgado unterstützten, gehörte unter anderem der Russe Iwan Iwanow, der von Delgado vor dem Start der letzten Etappe in aller Öffentlichkeit einen weißen Briefumschlag erhielt. Delgado erklärte, darin habe sich seine Adresse befunden, damit ihn Iwanow mit seiner Familie besuchen könne.

## Etappen
| Etappe | von                  | nach                   | km         | Gewinner                    | Maillot amarillo  |
| ------ | -------------------- | ---------------------- | ---------- | --------------------------- | ----------------- |
| Prolog | A Coruña             | A Coruña               | 20,1 (EZF) | Marnix Lameire              | Marnix Lameire    |
| 1      | A Coruña             | Santiago de Compostela | 209        | Joaquín Hernández Hernández | Benny Van Brabant |
| 2A     | Vigo                 | Vigo                   | 34,4 (MZF) | Caja-Rural                  | Roland Leclerq    |
| 2B     | Vigo                 | Ourense                | 101        | Malcolm Elliott             | Roland Leclerq    |
| 3      | Ourense              | Ponferrada             | 160,5      | Roberto Pagnin              | Roland Leclerq    |
| 4      | La Bañeza            | Béjar                  | 247        | Eddy Planckaert             | Roland Leclerq    |
| 5      | Béjar                | Ávila                  | 197,5      | Luc Suykerbuyk              | Omar Hernández    |
| 6      | Ávila                | Toledo                 | 157        | Massimo Ghirotto            | Omar Hernández    |
| 7      | Toledo               | Albacete               | 235,5      | Stefano Allocchio           | Omar Hernández    |
| 8      | Albacete             | Gandia                 | 228        | Reimund Dietzen             | Omar Hernández    |
| 9      | Gandia               | Benicàssim             | 202        | Herminio Díaz Zabala        | Omar Hernández    |
| 10     | Vinaròs              | Lleida                 | 179        | Malcolm Elliott             | Omar Hernández    |
| 11     | Lleida               | Aramón Cerler          | 186,5      | Pedro Delgado               | Omar Hernández    |
| 12     | Benasque             | Jaca                   | 161        | Mathieu Hermans             | Omar Hernández    |
| 13     | Jaca                 | Saragossa              | 165        | Mathieu Hermans             | Omar Hernández    |
| 14     | Ezcaray              | Valdezcaray            | 24 (EZF)   | Pedro Delgado               | Martín Farfán     |
| 15     | Haro                 | Santoña                | 193,5      | Peter Hilse                 | Pedro Delgado     |
| 16     | Santoña              | Lagos de Covadonga     | 228        | Álvaro Pino                 | Pedro Delgado     |
| 17     | Cangas de Onís       | Valgrande-Pajares      | 153        | Iwan Iwanow                 | Pedro Delgado     |
| 18     | León                 | Valladolid             | 159        | Mathieu Hermans             | Pedro Delgado     |
| 19     | Valladolid           | Medina del Campo       | 47,5 (EZF) | Pedro Delgado               | Pedro Delgado     |
| 20     | Collado Villalba     | Palazuelos de Eresma   | 188,5      | Alberto Camargo             | Pedro Delgado     |
| 21     | Palazuelos de Eresma | Madrid                 | 177        | Jean-Pierre Heynderickx     | Pedro Delgado     |

## Endstände
| Sieger                     | Pedro Delgado         | 93:01:47 h  |
| Zweiter                    | Fabio Parra           | + 0:35 min  |
| Dritter                    | Óscar de Jesús Vargas | + 3:09 min  |
| Vierter                    | Federico Echave       | + 3:24 min  |
| Fünfter                    | Álvaro Pino           | + 4:28 min  |
| Sechster                   | Iwan Iwanow           | + 5:00 min  |
| Siebter                    | Iñaki Gastón          | + 7:24 min  |
| Achter                     | Pedro Saúl Morales    | + 7:59 min  |
| Neunter                    | Jean Claude Bagot     | + 8:23 min  |
| Zehnter                    | Luc Suykerbuyk        | + 9:44 min  |
| Punktewertung              | Malcolm Elliott       | 161 P.      |
| Zweiter                    | Mathieu Hermans       | 139 P.      |
| Dritter                    | Eddy Planckaert       | 139 P.      |
| Bergwertung                | Óscar de Jesús Vargas | 142 P.      |
| Zweiter                    | Pedro Delgado         | 113 P.      |
| Dritter                    | Iwan Iwanow           | 108 P.      |
| Meta Volantes-Wertung      | Miguel Ángel Iglesias | 40 P.       |
| Sprints Especiales-Wertung | Marcel Arntz          |             |
| Nachwuchswertung           | Iwan Iwanow           | 93:06:47    |
| Kombinationswertung        | Óscar de Jesús Vargas |             |
| Teamwertung                | Kelme                 | 279:07:56 h |